# Rachel Ruysch
Rachel Ruysch (La Haia, 3 de juny de 1664 - Amsterdam, 12 d'agost de 1750) fou una artista neerlandesa que es va especialitzar en el gènere de la natura morta de flors.

## Biografia
Rachel Ruysch es va traslladar a viure a Amsterdam als tres anys. El seu pare, Frederik Ruysch (1638-1731), un famós anatomista i botànic, va ser nomenat allí professor. Ell va reunir una gran col·lecció de rareses i curiositats naturals a casa seva i Rachel l'ajudava a decorar l'exemplar preparat en un liquor balsamicum amb flors i encaix. Als quinze anys, Ruysch va començar com a aprenenta amb Willem van Aelst, fins a la mort d'aquest el 1683; Van Aelst era un prominent pintor de Delft, conegut pels seus quadres de flors. El 1693 es va casar amb un retratista, Juriaen Pool (1666-1745), amb qui va tenir deu fills. La seva germana Pieternel es va casar amb Jan Munnicks, un jove que dibuixava flors a l'Hortus Botanicus d'Amsterdam. Una altra germana seva, Anna Ruysch, va ser també pintora, i no en queden més que molt escasses dades, més enllà d'una pintura seva, còpia de Jean Mignon, Escena campestre amb un esquirol (Staatliche Kunsthalle Karlsruhe).
El 1709 Ruysch va ser inclosa al costat del seu marit en el gremi de Sant Lluc a La Haia. De 1708 a 1713, Ruysch i el seu espòs van ser convidats a treballar com a pintors de la cort a Düsseldorf, per Johann Wilhelm, elector palatí. Rachel Ruysch va treballar per a ell i la seva dona des de 1708 fins a la mort del príncep el 1716. En aquesta data va retornar a Amsterdam, on va continuar treballant fins als vuitanta-tres anys. A Düsseldorf, també Jan Weenix i Adriaen van der Werff van ser convidats a realitzar quadres, després que morís Eglon van der Neer. Ruysch va seguir pintant per als seus destacats clients. Va ser una artista molt cèlebre a la seva època, ja que va ser lloada per no menys de deu poetes contemporanis seus. Així mateix, Jan Van Gool, coetani seu, la va biografiar, la qual cosa la va fer famosa i benvolguda per la qualitat de la seva obra pictòrica.
La típica natura morta de Ruysch consisteix en unes flors dins d'un gerro situat sobre un ampit de marbre o pedra, amb un fons fosc. L'evolució del seu estil pot seguir-se fàcilment en una sèrie de pintures del Rijksmuseum d'Amsterdam: el seu primerenc ram de flors sobre coure es troba en la tradició del segle xvii, exemplificada per un Jan Davidsz de Heem, per exemple, i contrasta amb un florer executat en la seva maduresa (1716). L'èxit tècnic de Ruysch es va basar en un dibuix sòlid i enèrgic, i en la tècnica de la tradició anterior de la natura morta en concomitància amb la seva original introducció d'un moviment sofisticat i elegant, així com en una llibertat de composició, tant a petita com a gran escala. Es considera una de les seves obres mestres, la Natura morta amb ramell flors i prunes (1704), avui al Museu Reial de Belles Arts de Bèlgica a Brussel·les, on el subtil ús de la corba en la composició declara el seu excel·lent bon gust.
Ruysch va viure vuitanta-cinc anys, i les seves obres, en la seva gran majoria signades, cobreixen una sòlida i segura cronologia des de 1681 fins a 1747. Es coneixen un centenar de pintures seves. El fons de les seves pintures sol ser negre. Ruysch també destaca per les seves pintures de pitxers de cristall detallats i realistes.

## Galeria

Rachel Ruysch's works
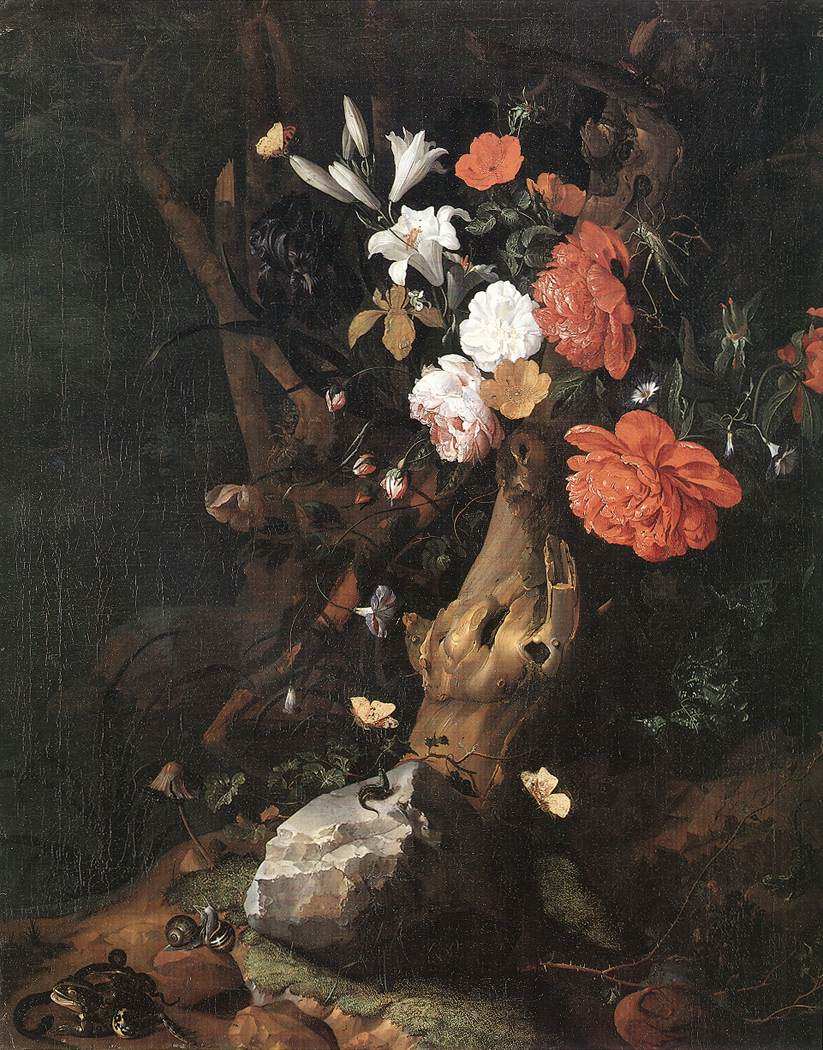
Flors en un tronc
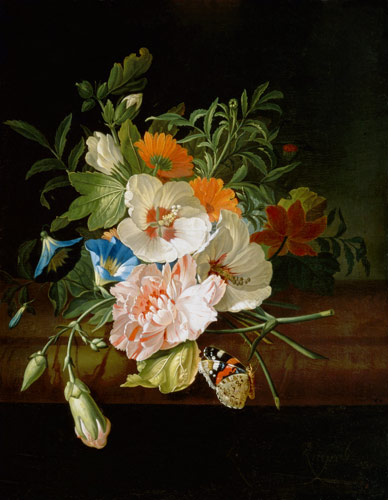
Flors damunt una llosa, 1700
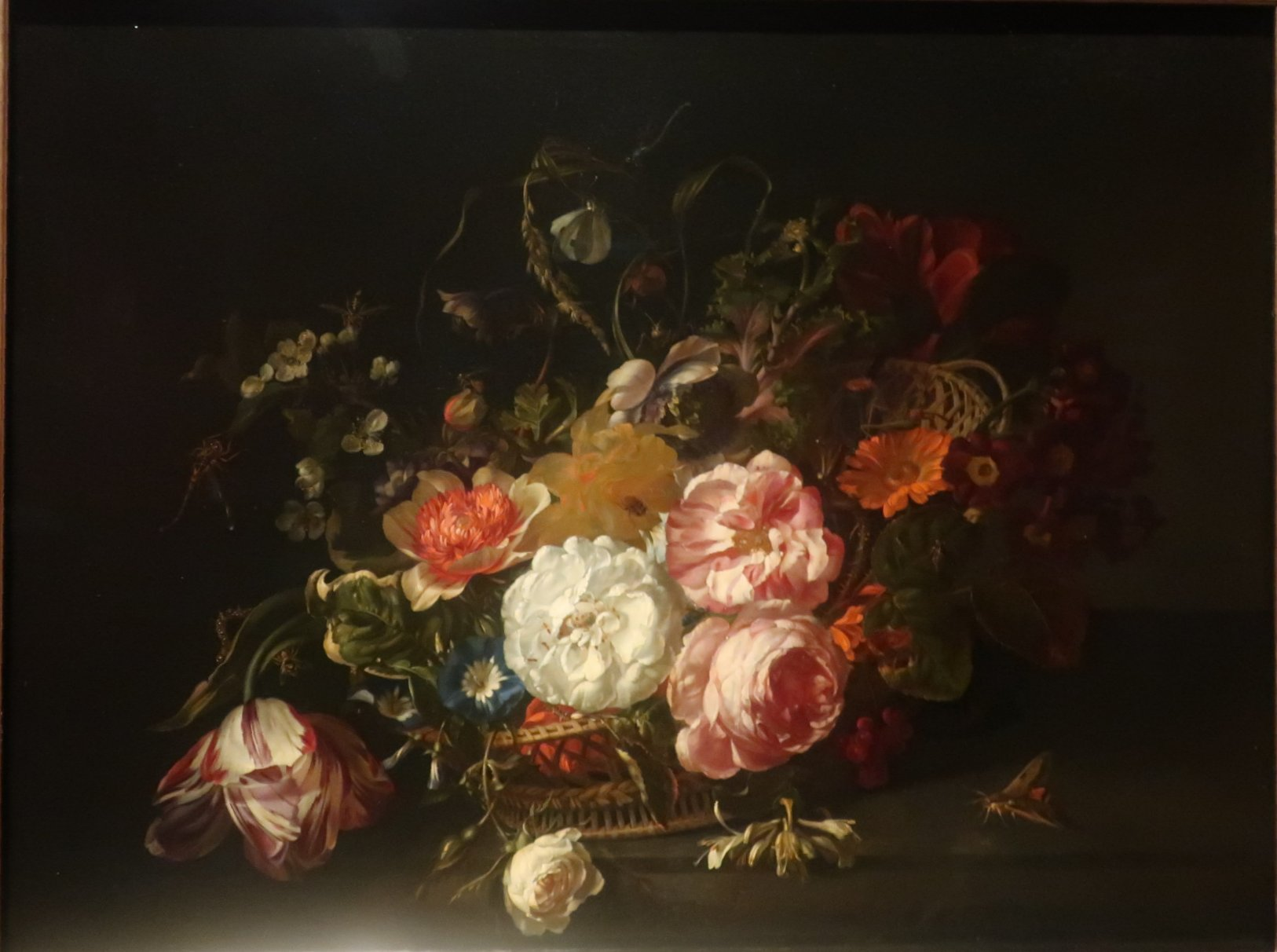
Cistell de flors, 1711
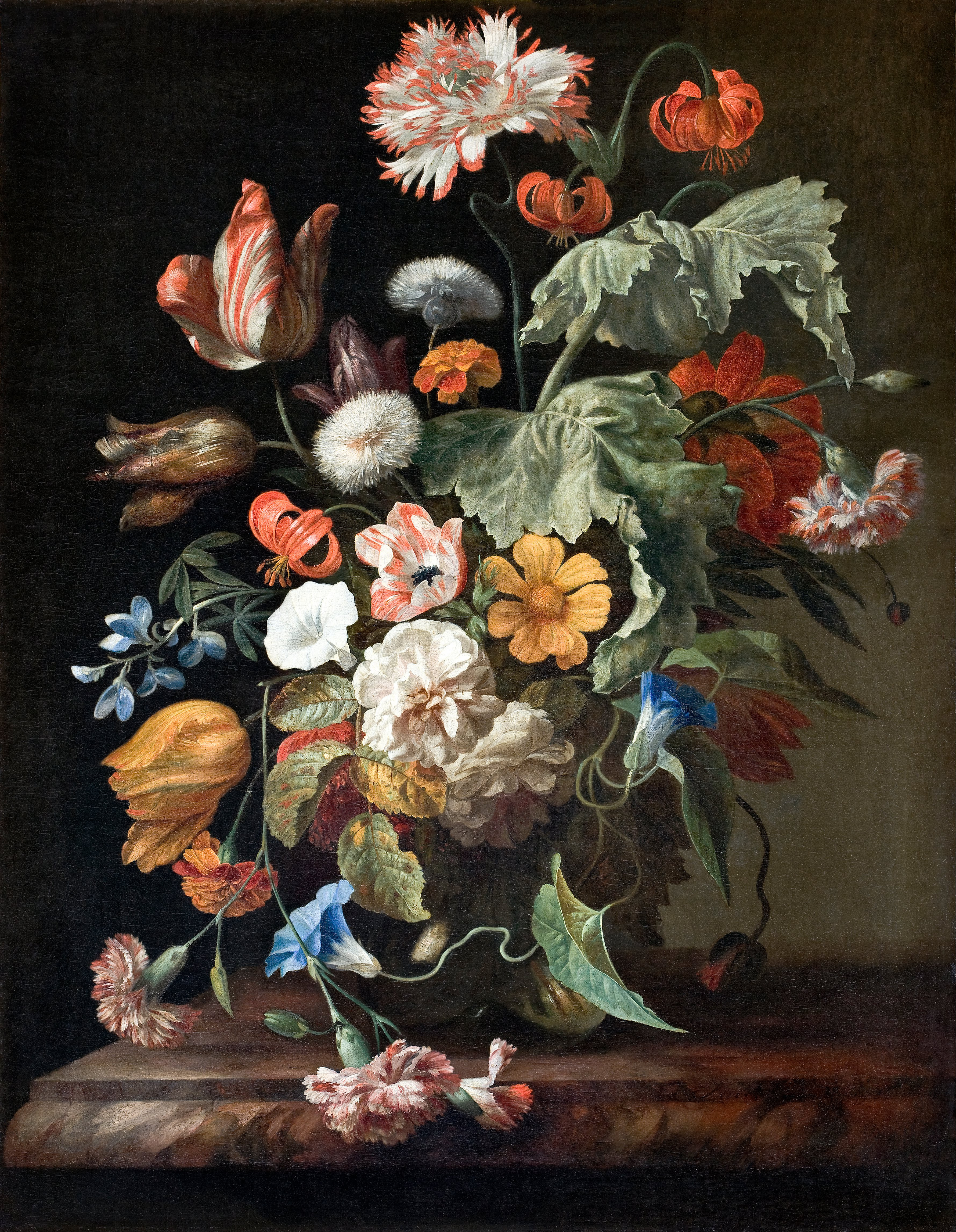
Natura morta amb flors
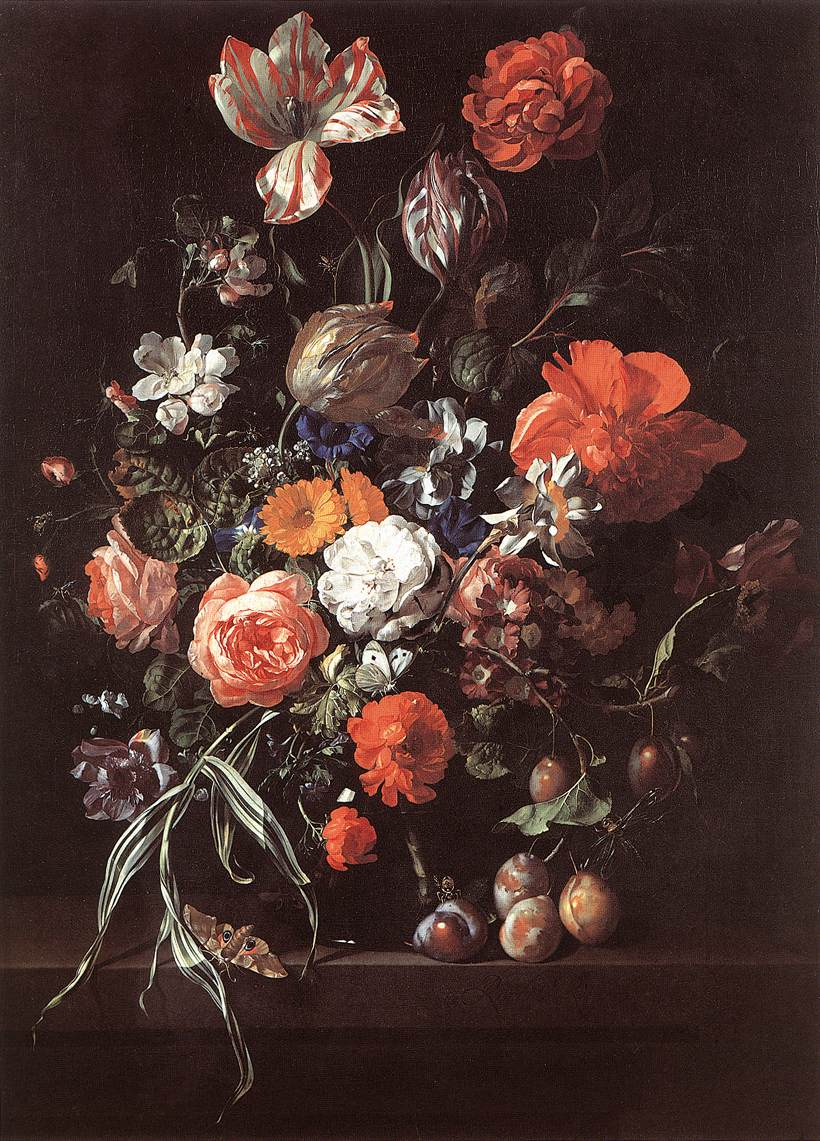
Natura morta amb ramell de flors i prunes, 1704